# Sonderanhänger 31/1
Der Sonderanhänger 31/1 (kurz: Sd. Ah. 31/1) oder auch Geschlossener Aufbau für Munition der 7,5-cm-Sturmkanone 40 auf Anhängerfahrgestell (1 achs.) 900 kg, Sonderanhänger 31/1 diente bei der Wehrmacht zum Transport für die Munition der 7,5-cm-Sturmkanone 40.

## Entwicklung
Die Kampffahrzeuge wie das Sturmgeschütz III mit der kurzen 7,5 cm Sturmkanone 40 L/43 oder der langen L/48 konnten nur eine begrenzte Menge an Munition mitführen. Da bei längeren Gefechten oder auch bei langen Einsätzen an vorderster Front der Nachschub oftmals nicht schnell genug hinterher kam, musste hier Abhilfe geschaffen werden. Aus diesem Grund wurde auf dem Anhängerfahrgestell (1-achs.) 900kg ein geschlossener Aufbau für den sicheren und trockenen Transport von Munition für die Sturmkanone 40 aufgesetzt.

## Technische Beschreibung

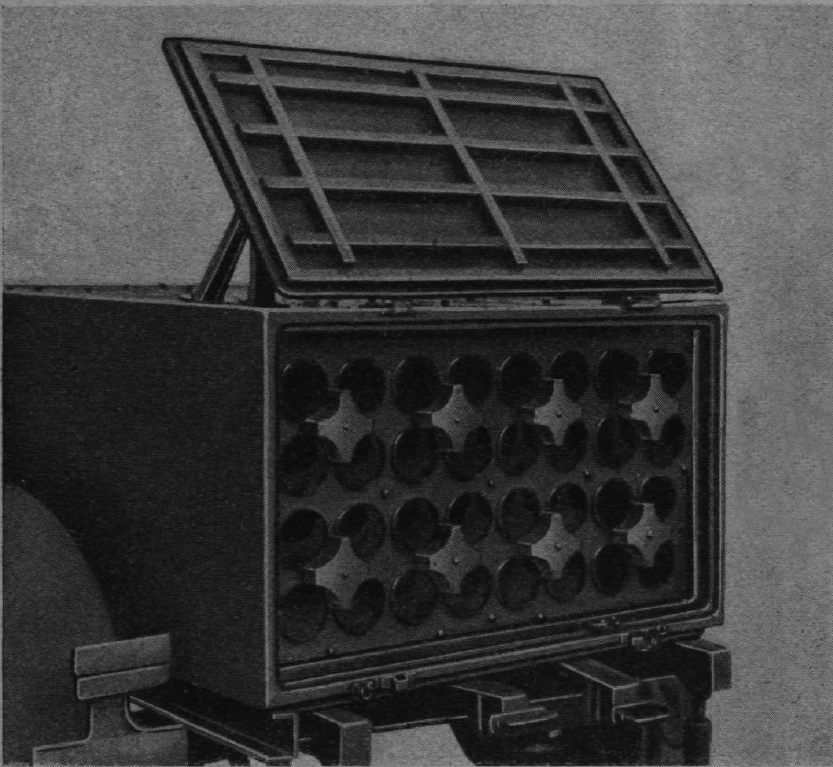
Sonderanhänger 31/1 mit geöffneter hinterer Klappe

Der geschlossene Kasten des Anhängers bestand aus Blech. An der Vorder- und Rückseite gab es jeweils eine schwenkbare Klappe, welche durch Schnappverschlüsse verriegelt wurden. Mit Vorhängeschlössern konnten diese Verschlüsse gesichert werden. Durch eine Dichtung am Rand der Klappen wurde der Anhänger staubdicht verschlossen. Sobald die Klappen geöffnet wurden, konnten sie mit Anschlagbügeln in der oberen Position gesichert und gehalten werden. An der linken Seite befand sich eine Halterung für einen langen Spaten.
Im Wagenkasten selber befand sich die Haltevorrichtung zum Lagern der Patronenmunition der 7,5-cm-Sturmkanone 40. Diese Halterung war fest eingebaut und konnte nicht entfernt werden. Das Gestell selber bestand aus sechs parallel hintereinander liegenden Blechwänden, in denen sich kreisrunde Aussparungen zur Aufnahme der Granatpatronen befanden. Diese Blechwände waren fest mit Hartholzrahmen verschraubt. Die Granatpatronen konnten durch die vordere oder hintere Klappe mit dem Hülsenboden nach außen eingeladen werden. Durch Anschlagklötze am Gestell und Anschlagleisten an den Klappen wurden die Patronen durch Verschieben in Längsrichtung gesichert. Aus diesem Grund durfte der Anhänger nur mit ordnungsgemäß geschlossenen Klappen gefahren werden. Sollte Wasser in den Anhänger bei starkem Regen eingedrungen sein, konnte das Wasser durch Wasseraustrittsöffnungen leicht entfernt werden.
Eine Beladung des Anhängers wurde immer so durchgeführt, dass die Belastung gleichmäßig verteilt wurde. Dabei wurden bei halber oder geringer Beladung die oberen Lager frei gelassen. Beladen werden konnte der Anhänger maximal mit 64 Panzergranaten, 32 Stück jeweils vorne und hinten. Dabei konnten die Sprenggranaten 34, Panzergranaten 39 und Panzergranaten 40 im Anhänger untergebracht werden.

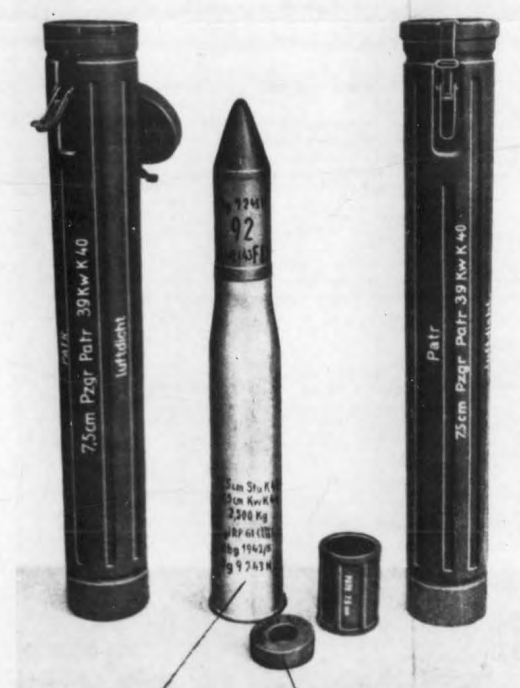
7,5 cm Panzergranat-Patrone 40
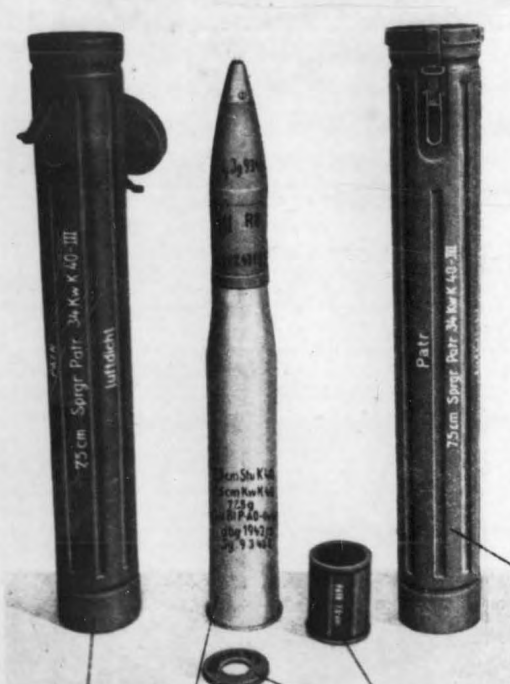
7,5 cm Sprenggranat-Patrone 34

## Einsatz
Zum Einsatz kam dieser Anhänger bei nahezu allen Einheiten und Fahrzeugen, welche mit der 7,5-cm-Sturmkanone 40 ausgerüstet waren. Hauptsächlich waren das die Panzerjägerkompanien (motorisiert), Panzerjägerkompanien (Selbstfahrlafette), Sturmgeschützbatterien und Sturmgeschützkompanien. Dabei wurde der Anhänger unter anderem vom leichten geländegängigen Lastkraftwagen 1,5 t, dem Sonderkraftfahrzeug 10 und Sonderkraftfahrzeug 11 sowie von den Panzerjägerselbstfahrlafetten wie dem Sonderkraftfahrzeug 131 (Marder II) oder dem Sonderkraftfahrzeug 138 (Marder III) gezogen.